# Silver Surfer
El Silver Surfer, també dit l'Herald Argentat, és un personatge de ficció de còmic i un superheroi de l'Univers Marvel creat per Jack Kirby. La primera aparició del personatge fou en el número 48 de Fantastic Four, publicat el 9 de desembre de 1965 amb data de portada de març de 1966, el primer número d'una trama argumental de tres episodis anomenada la trilogia de Galactus (The Galactus Trilogy).
El nom autèntic de Silver Surfer és Norrin Radd, un jove astrònom del planeta Zenn-La que va fer un tracte amb l'entitat còsmica coneguda com a Galactus per tal de salvar el seu món de la fam d'aquest. El tracte consistí que Norrin es convertiria en l'herald de Galactus i cercaria per a ell nous mons per a consumir. Galactus atorgà a Norrin una porció del seu Poder Còsmic, i d'aquesta manera Norrin Radd adquirí grans poders i una nova versió de la seva aparença original. Així mateix Galactus creà per a Norrin Radd una taula de surf (prenent de model una antiga fantasia infantil de Norrin) amb la qual pot viatjar a velocitats properes a la velocitat de la llum. Per aquest motiu a partir d'aleshores fou conegut amb el sobrenom de Silver Surfer.
Norrin Radd comença a viatjar pel cosmos per tal de complir amb el tracte, cercant nous planetes que pugui consumir el seu amo, Galactus. En el transcurs dels seus viatges el surfista visitarà la Terra, on s'enfronta amb els Quatre Fantàstics que intenten evitar que Galactus consumeixi el planeta. Finalment Norrin Radd es revolta contra el seu amo i la Terra se salva. Davant de la insubordinació, Galactus castiga el seu herald exiliant-lo a la Terra.

## Biografia de ficció

### Herald de Galactus
Norrin Radd neix al planeta Zenn-La. Fill de Jartan Radd i Elmar Radd, i germanastre de Fennan Radd. La societat del planeta Zenn-la és una societat molt avançada, fins al punt que els seus ciutadans han perdut el sentit de l'esforç i la necessitat d'explorar. Aquest fet marca a Norrin Radd, que anhela alguna cosa més que dedicar-se a satisfer el seu plaer. Encarat sobtadament amb la total destrucció del seu planeta per part del consumidor de planetes Galactus, Radd tanca un pacte amb el que sembla un déu omnipotent. A canvi de la seguretat de Zenn-la i del seu amor, Shalla-Bal, Norrin Radd s'ofereix a si mateix per a servir com a herald i cercar altres planetes perquè Galactus els devori. A banda de salvar el planeta Radd, veu acomplert el seu anhel d'aventures més enllà del seu món natal. Acceptant el sacrifici del jove mortal, Galactus l'imbueix amb una porció del seu Poder Còsmic, transformant-lo en el Silver Surfer. Norrin Radd serveix a Galactus durant un temps no especificat, incapaç de tornar a Zenn-La i a Shalla-Bal. Durant aquest temps, el surfista intenta escollir planetes no habitats per al menjador de mons, però a mesura que aquests són cada vegada més difícils de trobar, Galactus manipula la consciència del seu herald i li elimina aquesta restricció auto-imposada. Eventualment, el surfista arriba a la Terra, i avisa al seu amo que el planeta és apte per a ell.
A la Terra el surfista es troba amb els 4 Fantàstics. Emocionat per la seva honorabilitat, el surfista decideix rebel·lar-se contra el seu amo i s'alia amb aquests per tal d'evitar que Galactus devori la terra. Galactus abandona la intenció de consumir la terra, però castiga el surfista per la seva insubordinació: el confina en la Terra mitjançant una barrera que tan sols afecta a Norrin Radd.

### Confinament a la Terra
Les històries immediatament posteriors descriuen el surfista com un ésser semi diví, amb un poder incommensurable i amoral. El personatge comença a desenvolupar la seva compassió mitjançant el tracte que manté amb Alicia Masters, escultora cega, núvia de The Thing (la Cosa) dels 4 fantàstics, que percep la noblesa innata del surfista. Aquest tema, la humanització del personatge, continua al llarg de la sèrie, descobrint, aquest, diferents sentiments que degut a la manipulació soferta a mans de Galactus el surfista havia perdut, o bé no havia experimentat mai en el seu món d'origen. El personatge experimenta sentiments negatius com la gelosia (quan la Cosa explota de ràbia arran de la relació del surfista amb Alicia), decepció, maldat, crueltat (capturat i anul·lat el seu poder a mans del Doctor Doom, sent torturat), desesperança (restant en una cel·la de Latveria mentre Victor Von Doom empra el seu poder còsmic per a conquerir el món) i sentiments de revenja (destruint el castell del Dr. Mort i els seus raptors quan aconsegueix escapar). Amb tot, i alhora, el surfista evoluciona com a individu i desenvolupa una personalitat noble amb un gran coneixement del cosmos i les seves forces, conseqüència del seu temps al servei de Galactus.
Durant el seu confinament a la terra, el surfista lluita contra nombrosos brivalls, entre ells el mencionat Doctor Mort i Mephisto. El Doctor Doom està obsessionat amb posseir el poder còsmic del surfista i finalment l'aconsegueix i, posteriorment, el perd quan xoca amb la barrera de Galactus. El dimoni Mephisto és igualment persistent en l'intent d'aconseguir l'ànima del surfista, intenta, repetides vegades, doblegar l'esperit del surfista, fet que no acaba d'aconseguir mai.
Durant aquest temps el surfista té com a aliat el físic Al B. Harper. Harper se sacrifica per salvar el món de l'atac de l'entitat còsmica coneguda com a Stranger (el foraster). Enfadat amb la manca de reconeixement mostrada pels humans, el surfista declara la guerra contra els humans. Finalment és derrotat per l'exèrcit mitjançant un míssil experimental anomenat "Sonic Shark".
Juntament amb Hulk i Namor, el surfista forma part dels "Tres Titans", un grup dedicat a combatre la maldat a la Terra. Al grup se'ls afegeix el mag Doctor Strange i passen a anomenar-se The Defenders (els Defensors). El surfista forma part del grup durant un temps, però el seu desig de d'abandonar la Terra i els xocs freqüents amb la barrera de Galactus, el porten a abandonar el grup.
Durant aquest temps de confinament el Surfista es reuneix diverses vegades amb la seva estimada Shalla-Bal, la qual apareix cada vegada com a ostatge dels seus enemics, i invariablement el surfista l'ha de deixar per a salvar el planeta. Durant l'enfrontament entre els Venjadors (els Avengers) i els Defenders orquestrat pels alienígenes Nebulon i Supernalia, el surfista, amb l'ajut de Reed Richards, trenca la barrera de Galactus i escapa temporalment de la Terra. El surfista es dirigeix cap al seu planeta natal, Zenn-La, per a descobrir que ha estat desolat per Galactus i que Shalla-Bal ha estat abduïda per Mephisto i portada a la Terra. Malgrat que el seu retorn a la Terra el condemna a tornar a estar atrapat en ella, el surfista torna i derrota Mephisto, el qual, abans de ser derrotat, retorna Shalla-Bal a Zenn-La. Amb tot el surfista se les empesca per a cedir part del seu poder còsmic a Shalla-Bal i aquesta l'empra per a revitalitzar Zenn-La.

### Alliberat del confinament
Finalment el Surfista aconsegueix trencar definitivament la barrera de Galactus. La Cosa li suggereix que provi de superar la barrera sense la seva taula, fet que funciona. El surfista cerca Galactus i fa les paus amb ell, ja que acaba rescatant el seu actual herald Nova (Frankie Raye) de les mans dels skrulls i Galactus declara que el seu exili a la Terra s'ha acabat. Lliure del seu captiveri el surfista es dirigeix al seu món per tal de reunir-se amb Shalla-Bal, la qual s'ha convertit en Emperadriu del rejovenit Zenn-La. Per enèsima vegada els dos amants no poden reprendre la seva relació.
Involucrat en la guerra interestel·lar entre els imperis kree i skrull, el Surfista intervé, també, en una sèrie de plans ideats pels Ancians de l'Univers (els Elders of the Universe) amb la intenció de convertir-se en el poder suprem, destruint en Galactus i l'univers amb ell. El surfista desbarata el pla amb l'ajut de Mantis (amb la qual manté un idil·li). Posteriorment, el Surfista acaba donant per morta a Mantis. Després d'aquesta pèrdua, els sentiments del Surfista viren cap a Nova. La influència del Surfista fa que Nova es qüestioni la moralitat del seu nou rol com a herald de Galactus. Galactus reemplaça Nova per un nou herald, Morg, el qual és un ésser sense moral; fet que porta al Surfista i els altres exheralds de Galactus a enfrontar-se amb Morg. Durant l'enfrontament, Nova mor.
Durant aquest període el surfista lluita repetidament contra amenaces còsmiques. La major de les quals és Thanos, un servent de la Mort pertanyent a la raça dels Eternals, el qual sega la meitat de la vida de l'univers emprant l'omnipotent Infinity Gauntlet (el Guantellet Infinit). Paral·lelament el Surfista troba aliats interestel·lars amb el grup conegut Infinity Watch (d'Adam Warlock), i torna a unir-se als Defensors quan aquests ho requereixen. Durant els seus viatges el Surfista es retroba amb el seu germanastre, Fennan, que s'havia casat amb Shalla-Bal.
En el transcurs d'una de les seves aventures, el Surfista descobreix la manera amb la qual Galactus va modelar la seva ment i la seva ànima mentre el servia com a herald. Aspectes ocults de la seva vida són revelats, incloent-hi el suïcidi de la seva mare (tallant-se les venes) i com el seu pare, un científic prominent, era acusat de plagi i se suïcida davant la desaprovació de Norrin. Durant la saga de l'Infinity Gauntlet, el surfista s'enfronta a aquests records i es perdona a si mateix.
EL Surfista retorna a Zenn-La i troba el planeta devastat, descobreix que el planeta fou destruït cap al 1940 (en temps terrestre) per l'entitat coneguda com L'Altre (the Other). Tant Zenn-La com la gent del planeta que el Surfista s'ha trobat repetidament, des que deixà el servei a Galactus, són recreacions creades per Galactus per tal que el Surfista tingués una llar on retornar. Perdent la seva capacitat d'emocionar-se, el surfista retorna a la terra. Posteriorment retroba la seva personalitat durant un viatge en el temps i un curt romanç amb Alicia Masters.
Després que els Quatre Fantàstics siguin ressuscitats en el transcurs de la saga Onslaught i retornats de l'univers alternatiu de la saga Heroes Reborn, el surfista retorna a la Terra a donar-los la benvinguda; amb tot el surfista acabarà ajudant Spider-Man en la seva darrera batalla contra Carnage. Durant la lluita el simbiot de Carnage intenta fusionar-se amb el Surfista, però ell és capaç de desprendre's d'ell i confinar-lo en una presó infranquejable on el simbiot hauria d'estar retingut per a tota l'eternitat (amb tot el simbiot aconsegueix escapar en circumstàncies encara no revelades).
Quan una Gaea, personificació d'un moribund Yandroth, força místicament el Surfista, Namor, Hulk i Strange a unir-se en resposta a qualsevol perill que amenaci la Terra, això provoca que els Defensors fundacionals es tornin bojos i intentin conquerir el món sota el nom de The Order (l'Orde) creient que aquesta és la millor manera de protegir el planeta. Els altres Defensors Hellcat, Nighthawk, Valquíria, i Clea formen equip amb altres superherois (incloent-hi Ardina, una dona amb poder còsmic creada místicament a partir d'una porció del poder del Surfista) i s'enfronten a L'Orde, provocant que aquests recuperin el seny a temps i així evitant que Yandroth ressusciti sent totpoderós.
A la sèrie de televisió de l'any 2003, el surfista col·labora amb la raça alienígena dels annunaki per tal de protegir alguns del nens més extraordinaris de la Terra. Al final, un d'aquests nens, Ellie Waters, salva la Terra de les mans de Marduk, evitant l'apocalipsi i reordenant la realitat de manera que no es recordi la crisi provocada per Marduk (d'aquesta manera, només Ellie recorda aquests fets). Després d'això el surfista reprèn les seves aventures interestel·lars, prometent que sempre acudirà en ajut de la Terra.

### Planet Hulk
En un dels seus viatges el surfista s'endinsa dins d'un portal que el transporta al planeta Sakaar. El viatge a través del portal el deixa momentàniament vulnerable, el surfista és sotmès i li implanten un disc d'obediència. Lluitant com a gladiador, el surfista s'enfronta finalment amb Hulk i el grup Warbound. Mitjançant el treball en equip Hulk allibera al surfista del disc d'obediència i llavors el surfista empra els seus poders i alliberar Hulk, altres esclaus i gladiadors, obrint-los una via de fugida de l'arena. Després d'escapar el surfista s'ofereix per dur a Hulk de retorn a la terra, oferta que aquest declina.

### Annihilation
Posteriorment el surfista s'alia amb els altres heralds de Galactus contra les forces de l'onada d'anihilació, i torna a convertir-se en herald de Galactus per tal d'ajudar a salvar l'univers del dèspota Annihilus i dos éssers primigenis Tenebrous, of The Darkness Between i Aegis, Lady of All Sorrows. Aegis i Tenebrous capturen al surfista i Galactus i els entreguen a Annihilus i Thanos perquè experimentin amb ells. Thanos descobreix el plans reals d'Annihilus i decideix d'alliberar Galactus. Mentre Thanos es dirigeix a alliberar Galactus s'enfronta amb Drax el destructor, qui, pensant que Thanos segueix de part d'Annihilus, el mata. Drax se n'adona massa tard del pla de Thanos i allibera al surfista, el qual allibera al seu torn a Galactus. Un enrabiat Galactus destrueix més de la meitat de l'onada d'anihilació, permetent al grup anomenat el Front Unit que derrotarà Annihilus. El surfista persegueix a Aegis i Tenebrous, els derrota i els envia a l'Antiunivers. Després d'aquests fets retorna a la seva missió d'herald de Galactus, aquest cop acompanyat per Stardust., Així mateix Galactus enforteix els poders del surfista, convertint-lo en el més poderós dels seus heralds.

## Poders i Habilitats
El Silver Surfer posseeix el Poder Còsmic, podent absorbir i manipular l'energia còsmica de l'univers, i és virtualment indestructible; amb tot pot ser ferit o, fins i tot, mort per éssers d'igual o més poder que els que el Surfista té, com Morg o Thanos. Pot viatjar a través de l'espai, barreres dimensionals i per l'Hiperespai, al qual pot entrar quan supera la velocitat de la llum amb la seva taula de surf. És capaç de viatjar en el temps. El Surfista no necessita ni menjar, ni aigua, ni aire ni dormir; s'alimenta transformant matèria en energia. És immune a temperatures extremes i a radiacions, pot sobreviure en l'espai i l'hiperespai; ha provat la seva capacitat per sobreviure a les forces extremes presents en forats negres i estrelles. És capaç d'analitzar i manipular la matèria i l'energia, pot reestructurar o animar la matèria a voluntat i fins i tot transmutant-la. És capaç de projectar energia de diferents maneres, tant per atacar com per defensar-se. El poder del surfista és tan gran que pot arribar a crear projeccions d'energia capaces de destruir planetoides i planetes. Pot emprar el Poder Còsmic per augmentar la seva força a nivells mitjans mesurats en l'escala sobrehumana. 
El Surfista pot curar organismes vius, però no és capaç de ressuscitar-los i s'ha provat la seva capacitat per revitalitzar i fer evolucionar la vida orgànica a escala planetària. Pot alterar la seva pròpia mida i alterar la matèria, i pot travessar elements sòlids. Així mateix es pot projectar al pla astral.
Els seus sentits li permeten detectar objectes i energies a anys llum de distància i pot percebre matèria i energia a nivells subatòmics. El surfista pot arribar a veure a través del temps, i concentrant-se pot tenir una percepció, limitada, del passat i del futur. Ha demostrat tenir habilitats telepàtiques, incloent-hi la capacitat de llegir la ment, I s'ha demostrat que és capaç d'influenciar en les sensacions i les percepcions humanes.
La taula del Surfista és feta d'un material molt similar a la seva pell. Està mentalment unida al surfista i es mou responent als seus pensaments fins i tot sense estar en contacte amb ella. La taula té un alt nivell d'indestructibilitat, i en les poques ocasions en què aquesta ha estat danyada o destruïda, el surfista és capaç de reparar-la o, fins i tot recrear-la. La taula és capaç d'absorbir i empresonar altres éssers, almenys temporalment.

## Altres Versions

### Ultimate Silver Surfer
A Ultimate Galactus Trilogy, de Warren Ellis. Es suggereix que l'aliat dels The Ultimates, la Vision era l'Herald de Galactus, un robot que viatjava per l'espai alertant a les civilitzacions de la imminent arribada de Gah Lak Tus. Al final d'aquesta mini serie, Ultimate Extinction, robots platejats comencen a aparèixer, enviats en atacs suïcides per tal de reduir la resistència de la població. Tot i que aquests personatges són reminiscències del surfista el seu nom oficial és Silver Men.
A Ultimate Fantastic Four nº42, una altra encarnació, dins l'univers Ultimate, del surfista apareix. És anomenat Silver Searcher, és transportat a la terra després que Reed el confon amb una estrella que està intentant guarir. La seva aparició fa augmentar el caos i els desastres naturals del planeta. En el nº43, Reed comenta que sembla que Gah Lak Tus hagi modelat els seus drons a imatge d'aquest surfista a qui li dona el nom de Norin Radd. El Searcher manifesta que avisarà al seu "mestre", el qual farà que la població de la terra sigui més feliç del que ha estat mai.
En el nº44 es revela la identitat del "mestre" del surfista: el governant de Zenn-La, Revka Temerlune Edifex Scyros III, "el rei sense enemics", que empra el control mental per tal que la població de la Terra l'adori (abans que el control mental afecti els 4 Fantàstics, la Human Torch l'anomena Psycho-Man). Després que Psycho-Man controli la Terra, el Silver Surfer, que havia estat empresonat dins d'una estàtua en memòria seva, rescata a Mr. Fantàstic, el qual li explica la seva història i li demana ajuda per a salvar la terra. El surfista ajuda als 4 Fantàstics a derrotar els assassins de Psyco-Man (que tenen la mateixa aparença que el surfista). Amb els altres surfistes derrotats i amb Psycho-Man derrotat, patint la desesperança i el mal que havia imposat als altres, el Silver Surfer torna a l'espai.

### Carnage Cosmic
El Silver Surfer s'uneix amb el simbiot de Carnage en dos entregues de The Amazing Spider-Man, obtenint el nom de "Carnage Cosmic". L'aspecte d'aquest és molt similar al Carnage de Spider-Man mantenint la taula del surfista. El simbiot de Carnage deixa Cletus Kasady, veient que el surfista és molt més poderós que aquest. després de la fusió del simbiot amb el surfista, s'estableix una lluita interna entre els dos sers. El Carnage Cosmic se'n va cap a l'espai. Cletus Kasady, sense el simbiot, és internat en un hospital psiquiàtric. Mentre Carnage Cosmic s'endinsa en l'espai, el simbiot traspassa els records d'ell mateix i de Cletus a Norrin Radd. Radd observa com el simbiot rememora la submissió del surfista a Galactus, reviu els abusos que va patir Kasady. Finalment la personalitat de Norrin s'imposa momentàniament al simbiot i retorna a la terra com a Carnage cosmic. Carnage cosmic cerca a Kasady, mantenint una breu batalla amb Spider-man. Finalment quan troben Kasady el simbiot retorna a ell. En aquest oment el surfista empresona a Carnage (Kasady + simbiot) en un escut d'energia. En un nombre de la sèrie What If?, el simbiot resta unit al surfista, forçant a Spider-Man i els Vengadors a combatre'l. Finalment Firestar és capaç de trencar momentàniament el control que exerceix el simbiot sobre el surfista. Pensant que és l'única manera d'aturar l'ésser en què s'ha convertit el surfista es llença contra el sol, destruint-se a si mateix a al simbiot.

### Exiles
En l'univers alternatiu de l'a Terra 552, Norrin Radd havia estat un cientific militar que va destruir accidentalment el seu planeta amb un invent. Resolt a retornar la vida al seu planeta, s'acosta a Galactus, el restaurador de mons, i es converteix en el seu herald amb l'esperança que aquest ressusciti el seu món. Amb tot, Galactus únicament reviu els mons que han estat destruït per the Blight. Un enrabiat surfista es gira contra el seu amo i intenta matar Galactus amb la intenció de robar-li el coneixement necessari per a dur a terme la restauració de mons. Aquest fet provoca la destrucció de la Terra, el naixement dels Exiles, la mort de la guàrdia imperial Shi'ar, i la mort del surfista a mans d'un Sabretooth amb poder còsmic.

### Marvel Zombies
En la realitat alternativa de Marvel Zombies el surfista és víctima d'aquests. En aquesta realitat el surfista, en lloc d'arribar a la terra i trobar-se amb els 4 fantàstics, és atacat per un grup de zombies. Després de platar cara és finalment derrotat i mort per l'Hulk zombie i el seu cos és devorat per uns quants d'aquests (Hulk, Colonel America, Giant-Man, Iron Man, Luke Cage, Wolverine, i Spider-Man). El cos del surfista atorga a aquests zombis els poders còsmics d'aquest, amb els quals maten a tots els altres zombies (tant herois com malvats). Posteriorment maten i es mengen a Galactus per posteriorment, un cop descobreixen que són capaços de sobreviure en l'espai exterior, marxen de la terra per subjugar la resta de l'univers.

### MC2
Durant el final de la saga Last Planet Standing, el Silver Surfer desbarata el pla de Galatus de crear un nou big-bang, fusionant-se amb en Galactus en el procés, originant-se un nou ésser. Amb els poders de Galactus el nou ésser desfà el mal generat pél vell Galactus.

### The Keeper
en l'univers de la terra Earth-691, aparegut en els números 24 i 25 de la serie els Guardians of the Galaxy, Norrin Radd apareix com The Keeper (el Guardià). Aquesta versió del surfista apareix com a portador dels Quantum Bands (braçalets còsmics), els quals li augmenten el poder còsmic i el designen com al Protector de l'Univers. Aquest surfista col·labora amb els Guardians en l'intent de matar a Galactus, aquest intent amb Firelord i Dargo-Thor no té èxit. Amb tot, el guardià descobreix que amb el seu poder augmentat pot proveir a Galactus de l'energia que necessita per sobreviure i convenç a aquest que deixi d'alimentar-se de planetes.Eon, l'ésser còsmic creador dels braçalets, revela que aquesta era la finalitat del Guardià, el qual parteix amb Galactus, aquest cop sobre una taula de surf platejada.

### Earth X/ Universe X/ Paradise X
a la serie Earth X, en els números 11 i 12. Apareix el surfista quan Black Bolt reclama l'ajut de Galactus per a destruir al Celestial que està creixent a la Terra. El surfista surt acompanyat pel seu amor Shalla-Bal convertida, també, en un herald de Galactus.

### Elseworlds
A Silver Surfer/Green Lantern, el surfista s'enfronta al Cyborg Superman i es troba amb Parallax. Parallax derrota al Cyborg, però el surfista el deixa escapar i prova de simpatitzar amb Parallax. Els dos retornen a la terra on troben a Kyle Rayner amb Thanos, fet que els porta a considerar que aquests dos s'han aliat. Kyle convenç al surfista perquè l'ajudi a aturar a Parallax i Thanos i evitar la destrucció de l'univers.

## Publicacions

### Primera època
El Silver Surfer debuta com una addició no planejada a l'equip de superherois els Quatre Fantàstics en el número 48 de la seva col·lecció publicat el març de 1966. En aquell moment els responsables del còmic dels 4 fantàstics, Stan Lee com a guionista i Jack Kirby com a dibuixant, col·laboraven estretament en la decisió dels fils argumentals del còmic. Lee i Kirby desenvoluparen un mètode de treball coneguda com el Mètode Marvel: el guionista i dibuixant discuteixen idees i desenvolupen el fil argumental, posteriorment el dibuixant plasma la història en les vinyetes i finalment el guionista afegeix els diàlegs i peus de pàgina. En el cas del Silver Surfer, després que Lee i Kirby decidiren el fil argumental de la història, Kirby dibuixà les vinyetes incloent-hi un personatge nou del que ni ell ni Lee havien parlat. Lee declarà l'any 1995, "Allà, al mig de la història que havíem treballat amb tant de detall, hi havia un individu sobre una espècie de taula voladora". Afegint: "Vaig Pensar, 'Jack, aquest cop t'has passat'".
 Posteriorment Kirby explicà que l'antagonista de la història, Galactus, donat el seu poder equiparable a un déu, havia de tenir un herald i que per aquest motiu va crear el surfista "perquè estava cansat de dibuixar naus espacials!" i Lee, prengué aquest nou personatge i el desenvolupà, dotant-lo d'un caràcter noble que farà que aquest es giri en contra del seu amo i ajudi a defensar la terra.
Després del seu debut, Lee i Kirby convertiren el surfista en un convidat recurrent en el còmic dels Quatre Fantàstics números 55-61, 72, 74-77 (entre Oct. de 1966 - Ago. de 1968). I el personatge debutà en una història en solitari dins del Fantastic Four Annual #5 (Nov. de 1967).
L'any següent, Lee llençà un còmic exclusiu del personatge The Silver Surfer. John Buscema fou el dibuixant dels primers 17 números i posteriorment fou substituït per Kirby el número 18, el darrer de la sèrie.
Les primeres 7 entregues, que incloïen les "Histories del Vigilant" ("Tales of the Watcher"), que eren noves versiones redibuixades d'històries ja publicades, foren de 68 pàgines (en lloc de les 36 tradicionals) amb un preu de 25 cèntims de dòlar (en lloc del 12 cèntims que costaven el còmics de 36 pàgines).
La temàtica de les histories girava al voltant de l'exili del surfista a la terra i la inhumanitat que aquest observava en els seus habitants. Malgrat la curta durada de la sèrie aquesta és considerada com un dels treballs més introspectius i sincers de Stan Lee
Després de la cancel·lació de la seva sèrie, el surfista fa aparicions esporàdiques com a "estrella" convidada o antagonista en diferents còmics com Thor, Els Defensors i Fantastic Four. Lee es mantingué parcialment amb el surfista i, junt amb Kirby, col·laboraren en una novel·la gràfica sobre el personatge l'any 1978 Silver Surfer: The Ultimate Cosmic Experience.

### Altres sèries
Després d'un One-shot escrit i dibuixat per John Byrne l'any 1982, l'any 1987 es publicà la segona sèrie en solitari del surfista.
En aquesta sèrie el surfista pot escapar del seu exili a la terra i explora l'espai. Inicialment escrita per Steve Englehart i il·lustrada per Marshall Rogers, la sèrie passarà a mans de l'escriptor Jim Starlin i el dibuixant Ron Lim. A Starlin el succeirà Ron Marz, amb George Pérez i J. M. DeMatteis com a escriptors ocasionals. Altres dibuixants de la sèrie foren Tom Grindberg, Ron Garney i Jon J. Muth, amb col·laboracions del mencionat John Buscema. Malgrat que la sèrie fou molt reeixida en els seus inicis, èxit que continuà amb la saga del Infinity Gauntlet i altres "crossovers", la sèrie fou cancel·lada l'any 1998 després de 146 capítols.
Silver Surfer: Paràbola (The Silver Surfer: Parable), escrita per Lee i dibuixada per Moebius, fou publicada en dues parts els anys 1988 i 1989. Degut a les inconsistències vers altres històries, es digué que la paràbola transcorre en un univers alternatiu. La novel·la gràfica de Lee/Moebius guanyà el premi Eisner Award a la millor sèrie limitada/sèrie autoconclusiva l'any 1989.

### La dècada del 2000
L'any 2003 s'inicià una nova sèrie del Silver Surfer centrada en la naturalesa alienígena i l'aire messiànic del personatge. Aquesta però durà només 14 capítols.
Posteriorment el surfista apareix en un capítol de Cable & Deadpool i és reunit per dos cops als Defensors.
Entre els anys 2006 i 2007, el surfista protagonitza les mini sèries de quatre episodis Annihilation: Silver Surfer i Annihilation: Heralds of Galactus, ambdues part del "crossover" Annihilation.
El 2007, s'edità la mini sèrie Silver Surfer: Requiem escrita per J. Michael Straczynski i dibuixada per Esad Ribic. El primer nombre d'aquesta aparegué el 30 de maig coincidint amb la primera aparició cinematogràfica del personatge. Publicada sota el segell Marvel Knights, a Silver Surfer: Requiem el surfista descobreix que pateix una malaltia terminal.
Posteriorment es publicà la mini sèrie Silver Surfer: In Thy Name, escrita per Simon Spurrier i dibuixada per Ten Eng Huat.

## Altres Mitjans

### Televisió
La primera aparició animada del surfista té lloc a la sèrie de dibuixos dels Fantastic Four de Hanna-Barbera l'any 1967, amb un argument molt similar al del còmic.
També apareix en alguns episodis de la sèrie animada del 4F de 1994.
L'any 1998, s'emet una sèrie pròpia del Surfista per FOX Network. La serie fou cancel·lada després de 13 episodis, malgrat que aquesta tingué una bona acollida.

### Cinema
El Silver Surfer debuta en el cinema a la pel·lícula de la 20th Century Fox Fantastic Four: Rise of the Silver Surfer l'any 2007. Doug Jones interpreta al surfista, mentre que Laurence Fishburne posa veu al personatge.
 A la pel·lícula, els orígens dels surfista són molt similars als orígens del còmic. Aquesta versió difereix de la del còmic en el fet que en la versió cinematogràfica el poder del surfista recau en la seva taula de surf.

### Videojocs
- Silver Surfer, desenvolupat per Software Creations, Ltd. per a Nintendo

El surfista també apareix en altres vídeo jocs:
- - Marvel Super Heroes: War of the Gems per a Super Nintendo Entertainment System
  - Marvel: Ultimate Alliance
  - Videojoc de la pel·lícula Fantastic Four: Rise of the Silver Surfer

### Segells
El servei postal dels Estats Units d'Amèrica publicà dos segells de 41 cèntims de dòlar on apareix el surfista dins d'una sèrie de segells dedicats a Marvel comics editada el Novembre de 2007.